# سيات
سيات (بالإسبانية: SEAT) هي الشركة المصنعة للسيارات الإسبانية تأسست عام 1950 من قبل المعهد الوطني للصناعة في إسبانيا وذلك بمساعدة شركة فيات الإيطالية ومنذ عام 1986 أصبحت شركة فرعية تابعة للمجموعة فولكس فاجن الألمانية بنسبة 75%.
يوجد مقرها في مارتوريل بالقرب من برشلونة بإسبانيا، وهي شركة السيارات الإسبانية الوحيدة.
هناك تقليد في شركة سيات، وهو تسمية اسم السيارة على أسماء مدن أو مناطق في إسبانيا (مثلاً: إبيزا، ليون، روندا، أروسا).

## معنى كلمة SEAT
كلمة SEAT هي اختصارا للإسبانية (Sociedad Española de Automóviles de Turismo) ومعناها «الشركة الأسبانية للسيارات السياحية»

## موقع مصانع الإنتاج
| البلد   | موقع المصنع                | مقاطعة  |
| ------- | -------------------------- | ------- |
| إسبانيا | مارتوريل                   | برشلونة |
| الجزائر | المنطقة الصناعية سيدي خطاب | غليزان  |

يتم تصدير حوالي 80% من الإنتاج نحو 85 بلد.وقد حققت المبيعات خلال عام 2017 ما قيمته 10 مليارات و809 مليون دولار

## النزاع بين سيات وفيات
أول سيارة سيات 100 % بدون شراكة الفيات كانت في 1987 وكانت تسمى سيات روندا.
و لقد أعادت سيات - في السيارة الروندا - تصفيف فيات ريتمو ما أدى إلى رفع دعوى قضائية من قبل شركة فيات الإيطالية ضد شركة سيات الإسبانية.
في ذلك الحين كان رئيس سيات خوان ميغيل أظهر للصحافة جميع الأجزاء المختلفة بين الروندا والفيات ريتمو إلى ان انتهى النزاع بينهما وكانت شركة فيات غاضبة لأن في الواقع كانت الروندا قريبة جدا من الريتمو.
بعد انسحاب شركة فيات في 1981 تقدمت فولكس فاجن بتوقيع اتفاق تعاون مع سيات وأصبحت مساهماً رئيسياً بها عام 1986 وأصبحت 100% مملوكة لفولكس في عام 1990 وأصبح لها شراكة مع أودي.

## منشآت تابعة للشركة

### مارتوريل
يقع المقر الرئيسي للشركة ومرافق التصنيع الرئيسية التابعة لها في مارتوريل، وهي مدينة صناعية تقع على بعد حوالي 30 كيلومترًا شمال غرب برشلونة، بطاقة إنتاجية تبلغ حوالي 500000 وحدة سنويًا. تم افتتاح المصنع من قبل الملك خوان كارلوس ملك إسبانيا في 22 فبراير 1993، ليصبح المصنع الرئيسي لمُجَمَّعَات سيات على الساحل في منطقة الميناء الحر في برشلونة (زونا فرانكا). تُسَهِّل السكك الحديدية بين مارتوريل ومجمعات زونا فرانكا نقل المركبات بين الموقعين.
يستضيف المجمع الصناعي في مارتوريل أيضًا مرافق سباق كوبرا (سيات سبورت سابقًا)، مركز سيات الفني، مركز البحث والتطوير (إر أند د)، مركز التصميم،، مركز النماذج الأولية للتطوير،، مركز خدمة سيات (الذي يضم أيضًا قسم خدمات ما بعد البيع وقسم خدمات العملاء ووكلاء كاتالونيا للسيارات)، بالإضافة إلى مركز قطع الغيار الأصلية لماركات سيات، فولكس فاجن، أودي وسكودا. يساعد مصنع مارتوريل أحيانًا مصنع سيات السابق في بامبلونا عند الحاجة، والمملوك الآن لشركات فولكس فاجن-أودي-إسبانا.
النماذج المصنوعة في مارتوريل هي: ليون 5 بي، ليون سبورتستورر، كوبرا ليون، كوبرا ليون سبورتستورر، إيبيزا، أرونا، اودي أ1 وكوبرا فورمينتور.
يركز مركز سيات التقني، الموجود في مارتوريل على البحث والتطوير. حيث يعمل أكثر من 1294 شخصًا في هذا المركز. وتقوم سيات بتطوير مركبات جديدة بالكامل. تبلغ مساحة المركز حوالي 200000 متر مربع. ويستخدم تقنيات الواقع الافتراضي من أجل تصميم سيارات «سيات الجديدة».
تم افتتاح مركز تصميم سيات رسميًا في عام 2007 ويقع داخل مركز سيات التقني. وتتم به عمليات التصميم كلها معًا. في عام 2020، يعمل هناك 100 شخص.
تم افتتاح مركز تطوير النماذج الأولية في عام 2007 وهو أحد مشاريع سيات الرئيسية. حيث تم توحيد الأنشطة المتعلقة بالمراحل الأولية لتصميم وتطوير النماذج الجديدة. إنه يجمع الموظفين والموارد من أقسام النموذج الأولي للمركز التقني سيات، وورشة العمل التجريبية لهندسة العمليات في مارتوريل تحت سقف واحد.
مركز قطع الغيار عبارة عن مساحة تبلغ 75000 متر مربع، توزع قطع الغيار لتجار فولكس فاجن، أودي وسكودا في إسبانيا وتجار سيات في البرتغال وأيضًا مستوردي سيات في جميع أنحاء العالم.
يغطي مركز خدمة سيات لما بعد البيع ومركز سيات للتدريب الفني ووكالة كاتالونيا للسيارات مساحة 8000 متر مربع، كما بلغ عدد العاملين فيه 170 موظفًا خلال سنة 2020.

### زونا فرانكا
بدأ مصنع سيات في منطقة زونا فرانكا في برشلونة أنشطته في عام 1953، وكان مرفق الإنتاج حيث تم بناء أول طرازات سيات مثل سيات 1400 وسيات 600. في عام 1993، بدأ نقل إنتاج السيارات إلى مصنع مارتوريل الجديد، ومنذ ذلك الحين، يُنتج مصنع برشلونة الأجزاء المُقَوْلَبة مثل الأبواب، الأسقف والرفارف. يتم إنتاج 80٪ من أجزاء إم كيو بي إي 0، المنصة المعيارية المدمجة لمجموعة فولكس فاجن التي تعتمد عليها إيبيزا وأرونا، في هذه المرافق، بالإضافة إلى معظم الأجزاء المختومة لجميع الطرازات الأخرى. تعد منشآت التطوير والتجميع من أحدث المنشآت داخل مجموعة فولكس فاجن، مع قدرتها المتواصلة على إنتاج السيارات ليس فقط لعلامتها التجارية الخاصة، ولكن أيضًا لماركات مجموعة فولكس فاجن الأخرى، مثل فولكس فاجن نفسها وأودي. على سبيل المثال، تم تطوير وتصميم العديد من طرازات أودي مثل أودي إيه 1،  أودي إيه 3 وأودي كيو 5 ووغيرها من مشاريع التطوير.
يشتمل موقع برشلونة زونا فرانكا على مركز تدريب سيات، مصنع ومتجر صحافة زونا فرانكا، إنتاج أجزاء مختومة من الجسم، ومصنع برشلونة جيربوكس ديل برات، الذي ينتج علب التروس ليس فقط لسيات ولكن أيضًا لماركات مجموعة فولكس فاجن الأخرى (فولكس فاجن، أودي وشكودا)،  حصل المصنع الأخير على جائزة فولكس فاجن للتميز في عام 2009 لعملية الإنتاج عالية الجودة.

### مصانع تصنيع أخرى
مصنع لانتابين في بامبلونا هو مصنع آخر كان تابعًا مباشرة لشركة سيات منذ عام 1975، ولكن في ديسمبر 1993 تم نقل ملكيته إلى شركة فولكس فاجن أودي إسبانا، إس التابعة لمجموعة فولكس فاجن، ويقوم المصنع اليوم بإنتاج سيارات فولكس فاجن في إسبانيا. ومع ذلك، لا يزال موقع مارتوريل التابع لشركة سيات يوفر الدعم لعمليات فولكس فاجن في مصنع بامبلونا عند الضرورة، كما حدث بعد حريق خطير في ورشة الطلاء في مصنع لانتابين في أبريل 2007.
تشمل مصانع مجموعة فولكس فاجن التي تنتج حاليًا طرازات سيات موقع براتيسلافا في سلوفاكيا، مصنع بالميلا أوتو يوروبا في البرتغال، ومصنع فولفسبورج في ألمانيا. منذ عام 2016، تمتلك سيات أيضًا متحفًا في موقع زونا فرانكا«نافيه أي 122»، والذي يستضيف جميع طرازات الإنتاج والنماذج الأولية التي قدمتها سيات مع بعض المركبات ذات الإصدار الخاص أو المحدود ذات قيمة تاريخية للعلامة التجارية، إضافة إلى عرض تاريخ السيارات في إسبانيا.
من بين الشركات التابعة لشركة سيات، توجد شركة سيات الفرعية، التي يقع مقرها في مورفيلدن فالدورف، ألمانيا، وبالإضافة إلى أنشطتها التجارية، فإنها تتحمل مسؤولية إضافية تتعلق بتشغيل منصة سيات الإلكترونية، أو ما يسمى بشبكة خدمات تكنولوجيا المعلومات لسيات. في فولفسبورغ، ألمانيا، وتحديدًا في وسط بحيرة داخل أوتوستادت، حديقة الشركات الترفيهية التابعة لمجموعة فولكس فاجن، يقع جناح سيات المواضيعي، وهو أحد أكبر الأجنحة في الحديقة.

### مرافق الشركة الأخرى
كاسا سيات: هو معمل معياري للتنقل الحضري، تم افتتاحه في يونيو 2020. يقع في باسيو دي جراسيا في برشلونة. تستخدمه الشركة لعرض مشاريع مستوحاة من الثقافة الحضارية لبرشلونة. يقدم برنامجًا شاملاً لأنشطة محاضرات وحفلات الموسيقية وورش العمل. إلى جانب ذلك، فهي أيضًا مساحة لشركة سباق السيارات كوبرا لعرض منتجاتها الجديدة والترويج لها، وهي أيضًا مقر سيات إم إس.
سيات: كود (مركز التميز الرقمي) هو مركز تطوير البرمجيات. منذ إنشائه في عام 2019، قاد التحول الرقمي للشركة وابتكر المركز حلولًا رقمية لتطوير شركات سيات، كوبرا وسيات مي. في يوليو 2020، افتتح هذا المركز مقره في برشلونة.
تنتج شركة قِطَع سيات علب التروس لسيات، فولكس فاجن، أودي وسكودا في مصنعها في إل بارت دي يوبريغات ببرشلونة. تأسست شركة قِطَع سيات في عام 1979، وتغطي مرافقها مساحة تتجاوز 150.000 متر مربع، كما ولديها قدرة تصنيعية تصل إلى 3500 علبة تروس يومياً، في عملية كاملة تمتد من التسبيك إلى التجميع ومراقبة الجودة. في عام 2020، يعمل بهذه المنشأة أكثر من 1000 موظف وتنتج نموذجين مختلفين لعلبة التروس: إم كيو200 وإم كيو281 الجديد. تبلغ سعتها القصوى مجتمعة 800 ألف علبة تروس في السنة.

## التواجد في الأسواق المختلفة
أنتجت الشركة سياراتها حصريًا للسوق الإسبانية المحلية لفترة قصيرة من 1953 إلى 1965. في عام 1965 وفي خطوة رمزية إلى حد ما، قامت الشركة بتصدير حوالي 150 وحدة من طراز سيات600 المخصص لكولومبيا عن طريق الشحن الجوي لأول مرة، بعد عامين من ذلك (1967)، توصلت سيات إلى صفقة لإعادة التفاوض بشأن عقد الترخيص الخاص بها مع فيات التي سمحت للشركة الإسبانية سيات بتكوين شبكة توزيع دولية لسياراتها، وبعد ذلك بدأت عمليات التصدير إلى أكثر من 12 دولة مختلفة، ودخلت سوق التصدير في عام 1969. ومع ذلك، حتى أوائل الثمانينيات، تم بيع معظم صادرات سيات بعلامات فيات. استجابةً لطلب سيات للاستقلال، التزمت شركة فيات ببيع 200000 سيارة من طراز سيات سنويًا اعتبارًا من عام 1981، مقارنة بـ 120 ألف سيارة في العام السابق. في نهاية عام 1983، بعد فوز سيات بمعركتها القانونية ضد شركة فيات، ذهب ربع الإنتاج إلى مصر وأمريكا اللاتينية. في أوروبا، تم تمثيل شركة سيات في ألمانيا الغربية، بلجيكا، فرنسا، إيطاليا، النمسا واليونان. تم التخطيط لإضافة المملكة المتحدة وأيرلندا والعديد من الأسواق الاسكندنافية في عام 1984. كان هذا على الرغم من أن الشركة كانت قادرة فقط على تصدير روندا وسيات فورا. حدث النمو الهائل في الصادرات في السبعينيات تحت قيادة خوان سانشيز كورتيس ومدير التصدير خوسيه ماريا غارسيا كوريل.
حتى الآن، أطلقت الشركة موديلاتها الخاصة في أكثر من 70 دولة حول العالم وفقًا لسياسات التطوير لمجموعة فولكس فاجن، حيث يمثل ما يقرب من ثلاثة أرباع إنتاجها السنوي الصادرات للأسواق خارج إسبانيا. يظل سوقها الأساسي هو أوروبا، في حين أن السوق الأكثر نجاحًا خارج أوروبا من حيث مبيعات سيات هي حاليًا المكسيك، حيث يوجد للشركة تجار في 27 ولاية مكسيكية.
في السنوات القادمة، تخطط سيات للتوسع في المزيد من الأسواق، وأهمها الصين. بينما في الماضي، أجرت سيات محادثات مع صانع السيارات الصيني فاو لتشكيل تحالف للإنتاج المحلي لطرازات سيات في المصانع الموجودة في الصين، يتمثل المشروع الحالي لدخول السوق الصينية في عام 2012 أولاً في بيع مجموعة سيارات سيات التي تم إنتاجها في مصنع مارتوريل في إسبانيا، ويتبعه لاحقًا في مرحلة ثانية للتجميع المحلي لنماذج سيات في الصين.
لم تتحقق بعد خطط توسع سيات الإضافية في المزيد من الأسواق خارج أوروبا. في الماضي، كانت الشركة تفكر في إطلاق محتمل في الولايات المتحدة، على الرغم من أن هذه الخطوة لم يتم تنفيذها مطلقًا. تم تداول شائعات عن طراز سيات الذي يتم بيعه على أنه فولكس فاجن في كندا والولايات المتحدة لتكملة تشكيلة علامة فولكس فاجن التجارية هناك من حين لآخر، ولكن هذه الإدعائات لم تكن مدعومة بأدلة، وثبت في النهاية أنها خاطئة. في الماضي، كانت مناطق السوق حيث كانت العلامة التجارية موجودة أيضًا لفترة قصيرة هي أستراليا ونيوزيلندا (من 1995 إلى 1999) وجنوب إفريقيا (من يونيو 2006 إلى نهاية 2008)، ولكن تم سحب العلامة التجارية من تلك الأسواق بسبب قرار فولكس فاجن مشيرًا إلى أن الظروف الحالية والمتوقعة جعلت الاستيراد المستمر للعلامة التجارية المتخصصة غير قابل للتطبيق. سيات موجودة في الاتحاد الروسي منذ عام 2007، وفي الهند، يتم تجميع أو استيراد جميع العلامات التجارية لمجموعة فولكس فاجن باستثناء سيات. تمت إعادة طرح سيات في سوق نيوزيلندا في عام 2017.

## التاريخ
إسبانيا هي ثامن أكبر بلد مُصَّنِع للسيارات في العالم. يقف سوق سياراتها من بين أكبر الأسواق في أوروبا. على أي حال، لم يكن الأمر كذلك على الدوام؛ في النصف الأول من القرن العشرين، كان الاقتصاد الإسباني متخلفًا نسبيًا مقارنة بمعظم دول أوروبا الغربية وكان سوق السيارات محدودًا. في هذه الفترة، لم يقم سوى عدد قليل من الشركات المصنعة المحلية ذات الحجم المنخفض بتلبية احتياجات السوق الفاخرة، والتي كان هيسبانو سويسا هو الأكثر نجاحًا فيها. استحوذت الشركات الأجنبية التي تعمل من خلال شركات تابعة تقوم إما باستيراد السيارات أو تجميع السيارات من الأجزاء المستوردة على سوق إسبانيا المحدودة للمركبات ذات الإنتاج الضخم، مما حرم البلاد من المعرفة التكنولوجيا والاستثمارات الكبيرة اللازمة للإنتاج بالجملة. تدهور الوضع بشكل كبير مع الحرب الأهلية الإسبانية من عام 1936 إلى عام 1939. وانهار الطلب على السيارات، ليس فقط بسبب الانخفاض الكبير في القدرة الشرائية للإسبان بسبب الدمار الذي خلفته الحرب، ولكن أيضًا لأن الشركات التابعة متعددة الجنسيات إما أوقفت عملياتها أو تضررت بشدة من الحرب وعواقبها.
أتاح عدم الاهتمام الذي أبدته الشركات الأجنبية بالسوق الإسبانية الضعيفة بعد الحرب الأهلية فرصة للشركات المحلية. تعود أصول سيات إلى 22 يونيو 1940 عندما أسس البنك الإسباني «بانكو ساباديل»، بدعم من مجموعة من الشركات الصناعية كهيسبانو سويسا وغيرها من الشركات سيات بهدف جعلها شركة إنتاج ضخمة للسيارات في إسبانيا. هدف مشروع بانكو سابادي الأولي إلى إدارة سيات كشركة خاصة بالكامل، ولكن تغير الأمر بعد فترة وجيزة من عام 1941، بعد قرار حكومة فرانكو في 3 يناير 1942.
كانت برشلونة، مدينة ذات تاريخ صناعي اكتسبت خبرة في المؤسسات الصناعية المعقدة منذ الجزء الأخير من القرن التاسع عشر؛ كانت أيضًا الموقع المضيف للعديد من شركات صناعة السيارات الإسبانية التاريخية، مثل هيسبانو سويس وإليزالدي، والشركات التابعة لشركات صناعة السيارات الأجنبية، مثل فورد موتور إيبيريكاو شبه جزيرة جنرال موتورز نظرًا لكونها مؤسسة ذات أهمية حيوية للاقتصاد الوطني، فضلاً عن كونها فرصة استثمارية لخطط توسعة فيات عبر شبه الجزيرة الأيبيرية، استفادت سيات من الإعفاءات الجمركية والضريبية الحكومية والمساعدة الفنية من شريكها الأجنبي فيات. كان أول رئيس للشركة هو المهندس الصناعي، الطيار والمصور خوسيه أورتيز-إيتشاغوي بويرتاس، الذي جاء من شركة تصنيع الطائرات الإسبانية إيادس كاسا، حيث شغل منصب الرئيس التنفيذي، والذي حصل في عام 1976 على لقب فخري رئيس سيات مدى الحياة.
بدأت أعمال البناء لمصنع زونا فرانكا التابع لشركة سيات في عام 1950، وافتٌتِح المصنع بعد 3 سنوات في 5 يونيو 1953، في هذه الأثناء وتحديدًا عام 1951، بدأت العلامة التجارية الإسبانية التخطيط لإنشاء صناعة كاملة خاصة بالتويرد. كانت السيارة الأولى في تاريخ العلامة التي تم إنتاجها هي سيات 1400 والتي بدأ إنتاجها في 13 نوفمبر 1953 مع لوحة ترخيص ب-87.223. في الأشهر القليلة التالية، زاد إنتاج المصنع والقوى العاملة بشكل كبير جنبًا إلى جنب مع الاستخدام المتزايد للقطع والأجزاء المصنوعة محليًا في عملية الإنتاج، بهدف الحد من الإستيراد من جهة وتشجيع تطوير الصناعة المحلية من جهة أخرى.تعتبر شركة سيات صانع السيارات الأول في إسبانيا والرائد في النهوض بالإقتصاد الوطني للبلاد بعد الحرب العالية الثانية. بحلول عام 1954، ارتفع استخدام القطع الإسبانية الصنع إلى 93٪ من الإجمالي، وفي العام التالي في 5 مايو 1955، تم افتتاح المصنع رسميًا، ولكن السيارات لم تكن في متناول عامة الشعب، نظرًا لأن الطراز الأول الذي أطلقته سيات كان يعتبر سيارة فاخرة، لذلك كان سعرها مرتفعًا ولا يزال غير مناسب للمستهلك الإسباني العادي. وبالتالي، احتاجت سيات إلى نموذج ثاني أكثر اقتصادا للتنافس مع التصميمات الأبسط والأقل تكليفًا التي ظهرت في السوق المحلية، مثل بيسكوتر، والتي بدت مناسبة بشكل أفضل للعملاء الذين يبحثون عن وسيلة نقل شخصية في ظل اقتصاد لا يزال يعاني إلى حد ما.
في عام 1957، أسست سيات مركز تدريب سيات في منطقة مصنع زونا فرانكا الكبرى، وهي مؤسسة تهتم بتدريب الموظفين المؤهلين وتغطي احتياجات صناعة السيارات للموارد البشرية التقنية المتخصصة. في نفس العام، تم إطلاق سيات 600 التاريخية، والتي أثبتت أنها السيارة الحاسمة لإسبانيا بلا منازع، كونها السيارة الأولى للعديد من العائلات الإسبانية وأصبحت فيما بعد رمزًا للمعجزة الإسبانية.
في عام 1967، بعد 14 عامًا من إنتاج السيارات للسوق المحلية، ظهر نجاح سيات من خلال موقعها المهيمن في إسبانيا، قبل منافسيها الرئيسيين «فاسا-رينو»، «سيتروين-هيسبانيا»، «أوثي» و«باريروس»، مما جعل سيات أكبر شركة لصناعة السيارات في إسبانيا من حيث أرقام المبيعات والإنتاج المحلي. في ذلك العام، تم التوصل إلى اتفاقية بين شركة فيات ووزارة الصناعة الإسبانية لوضع حد للقيود المفروضة على تصدير سيارات سيات من إسبانيا. ومقابل ذلك، ستزيد فيات حصتها في الشركة من 7٪ إلى 36٪، وفي نفس الوقت ستنخفض الحصة التي تملكها الوكالة الحكومية القابضة من 51٪ إلى 32٪. تم أخذ النسبة المتبقية البالغة 32 ٪ من قبل ستة بنوك إسبانية كبرى، وانخفضت حصتها السابقة البالغة 42 ٪ بالتساوي إلى 7 ٪ أجزاء لكل واحد من البنوك. تضمنت الصفقة أيضًا تعهدات مختلفة من قبل شركة فيات للمساعدة في نمو سيات، وتطوير نموذج جديد (ربما سيات 133). في 6 ديسمبر 1967، أسست سيات أيضًا شركة تمويل العملاء الخاصة بها فيسيات.
في 16 نوفمبر 1970، إتفقت سيات مع شركة فيات لبناء بنى تحتية منفصلة تهدف إلى تطوير تقنيات جديدة خاصة بشركة سيات. في عام 1972، رتبت العلامة التجارية بعض التسهيلات المؤقتة لموقع المركز التقني المستقبلي في مارتوريل، وفي عام 1973، بدأت أعمال البناء؛ لكن لم يتم الانتهاء من المرحلة الأولى لبناء المنشأة التي صممها المهندس المعماري الكاتالوني جوزيب أنتوني كودرش إلا في عام 1975.
خلال نفس الفترة، استمرت الشركة المُصّنِعة في السيطرة على سوق السيارات الإسبانية، حيث أنتجت 282,698 سيارة - أكثر من 58 ٪ من إجمالي الإنتاج الإسباني - في 1971، على الرغم من الاضطراب الذي حدث في ذلك العام بسبب الإضرابات والفيضان الخطير في مصنع برشلونة الساحلي. ومع ذلك، مع وجود 81 سيارة فقط لكل 1000 شخص إسباني، كانت سوق السيارات الإسبانية ولاشك في حاجة لمزيد من الإنتاج والتطوير. لهذا واجهت سيات احتمال زيادة المنافسة مع الشركات المصنعة الكبرى الأخرى التي تفكر في إنشاء أو توسيع مرافق الإنتاج المحلية في سوق السيارات الإسباني الذي لا يزال مستعدًا للمزيد.
في عام 1973، ساهمت سيات وسيترو هيسن هيسبانيا معًا في حصص متساوية في تأسيس مصنع الصناعات الميكانيكية في غاليسيا الواقع في فيغو، لإنتاج مفاصل السرعة الثابتة، وهي مكونات أساسية تستخدم في سيارات الدفع الأمامي، أي في تصميم ناقل الحركة وكان استخدامها شائعًا في ذلك الوقت. كان من المفترض نقل هذا المصنع، الذي كان سيوفر قطع غيار في السنوات القادمة ليس فقط لسيات وسيترون هيسبانيا، ولكن أيضًا لشركة فورد اسبانيا، وفي وقت لاحق في عام 1986 إلى شركة جي كا إن متعددة الجنسيات.
في مايو 1975، بعد إفلاس شركة أوتي طلبت سلطات الدولة الإسبانية من شركة سيات التفاوض مع الشركة الأم لأوتي، الشركة البريطانية ليلاند موتور كوربوريشن لضمان إنقاذ وظائف عمال مصانع شركة أوتي، تركزت المناقشات حول إمكانية تولي سيات لمسؤولية  العلامة التجارية في إسبانيا والتي كانت تتولاها من قبل شركة أوتي المفلسة. انتهت المحادثات في يوليو 1975، عندما تم الإعلان عن اتفاق بين الطرفين تحصل بموجبه سيات من ليلاند موتور كوربوريشن على العلامة التجارية أوتي بالإضافة إلى أصولها مقابل 1250 مليون بيزيتا. سيؤدي الاستحواذ المفروض على مصنع لانتابين أيضًا إلى التخلي عن خطط سيات لبناء منشأة جديدة في سرقسطة. على الرغم من أن مصنع مورد أوتي في مانريسا قد تم نقله إلى شركة تسمى كوميتس مقابل 150 مليون بيزيتا، ظل مصنع لانتابين في بامبلونا تحت ملكية سيات لمواصلة إنتاج سياراتها.
كانت السبعينيات فترة ازدهار متزايد في إسبانيا، وهو ما انعكس حين أعلنت سيات في أغسطس 1976 أنها ستبدأ الإنتاج المحلي للانسيا بيتا. بعد ثلاث سنوات، بدأ إنتاج بيتا من سيات بالفعل في مصنع بامبلونا الذي استحوذت عليه الشركة. تم تجهيز السيارات الإسبانية بنظام تعليق مبسط ومحركات أصغر من نظيراتها الإيطالية لتوفير معدل ضرائب أقل على السيارات.

### الشركة التابعة لمجموعة فولكس فاجن
في عام 1982، خطط د.كارل هان، الذي تولى المسؤولية كرئيس لشركة فولكس فاجن، فرصة الاقتراب من سيات بعد انسحاب شركة فيات، في محاولة لتوسيع مجموعة فولكس فاجن خارج ألمانيا وتحويل المجموعة الألمانية إلى قوة عالمية، خاصة وأن الشركات المصنعة العالمية الأخرى أرست صناعاتها في إسبانيا كذلك (مثل فورد في فالنسيا وجنرال موتورز في سرقسطة).
بدأت السلطات الإسبانية بالفعل محادثات مع شركات أجنبية أخرى، مثل تويوتا  ونيسان وميتسوبيشي لاختيار شريك قوي لسيات. لكن سرعان ما ظفرت فولكس فاجن بالشراكة الصناعية والتجارية مع سيات، بالإضافة إلى اتفاقية ترخيص في 30 سبتمبر 1982، لإنتاج طرازات فولكس فاجن باسات وفولكس فاجن بولو في إسبانيا في مصانع زونا فرانكا ولاندابين في سيات. نتيجة لهذا الإتفاق تم إيقاف إنتاج سيات باندا من أجل تحضير مصنع لانتابين لإنتاج فولكس فاجن بولو، وفي النهاية تم توقيع اتفاقية شراكة في 16 يونيو 1983 بين الطرفين الذين يمثلهما رئيس سيات خوان ميغيل أنطونانزاس وكارل هان نيابة عن فولكس فاجن. حصلت سيات أيضًا على حقوق توزيع فولكسفاغن في إسبانيا.
إستغرق تجميع البنى التحتية الرئيسية للعلامة التجارية في منطقة مصنع مارتوريل الكبرى مدة طويلة بداية من سنة 1975 مع افتتاح المركز التقني لشركة سيات. في عام 1989 تم اتخاذ قرار لبدء بناء منشأة تجميع رئيسية جديدة لتحل محل المنشأة القديمة في زونا فرانكا. في نفس العام، بدأ نقل مكاتب إدارة سيات في مدريد إلى برشلونة ببيع اثنين من أصول العلامة التجارية في لا كاستيلانا ليتم الانتهاء منها في عام 1991 مع التثبيت النهائي لمقر سيات في منطقة كاتالونيا.
في عام 1994، تم افتتاح مركز التصميم في سيتجيس - المدينة الساحلية الإسبانية جنوب برشلونة - ومتنزه الموردين في زونا فرانكا، وفي شتاء نفس العام، تم بيع شركات التمويل والتأجير الخاصة بسيات - فيسييت وليزيت - إلى فولكس فاجن للخدمات المالية . خلال عام 1994، صنعت سيات، بالتعاون مع سوزوكي، نموذجًا أوليًا لسيارة مدينة بخمسة أبواب، تحمل اسم روزي، بهدف استبدالها بسيارة ماربيا في مجموعتها، لكن هذا النموذج لم يصل إلى مرحلة الإنتاج.
من عام 2002 إلى عام 2007، شكلت سيات جزءًا من مجموعة أودي براند، قسم السيارات التابع لمجموعة فولكس فاجن، والذي يتألف من أودي، سيات ولامبورغيني، والتي ركزت على المزيد من القيم الرياضية تحت مسؤولية أودي.
في عام 2006، تم افتتاح المكتب الرئيسي الجديد لشركة سيات في مارتوريل وحل مركز تصميم مارتوريل سيات محل مركز تصميم مجموعة فولكس فاجن في سيتجيس، والذي استضاف سابقًا مرفق التصميم المملوك بشكل مشترك لكلٍ من سيات وفولكس فاجن وأودي. في 23 فبراير من نفس السنة، تم الإتفاق بشأن نقل المنشآت الأخيرة إلى مدينة سيتجيس، مع الافتتاح الرسمي لمركز تصميم مارتوريل في 30 ديسمبر 2007.
في 12 يناير 2007، تم تدشين مبنى مركز خدمة سيات بجوار المدخل الجنوبي مارتوريل، وركز القسم على الدعم الفني والتسويق وخدمات ما بعد البيع، كما يهتم بالعلاقة بين العلامة التجارية، العملاء والشبكة العالمية. في يناير 2007، بدأ تشغيل مركز تطوير النماذج الأولية سيات الواقع في قلب مجمع مارتوريل الصناعي، وهو مرفق تم افتتاحه في 16 يوليو من نفس العام، يجمع الأنشطة المتعلقة بعمليات ما قبل الإنتاج الافتراضية والمادية للنماذج الجديدة (النمذجة الأولية وتحليل وتطوير المنتج التجريبي..) وبالتالي تقصير أوقات التطوير للنماذج الأولية ومركبات ما قبل الإنتاج، وكذلك توفير التكاليف باستخدام التقنيات الحديثة مثل المحاكاة الافتراضية.

## رياضة المحركات الآلية
بدأت مشاركة سيات في رياضة المحركات الآلية في السبعينيات من القرن الماضي بمساهمة العلامة التجارية في السباقات الوطنية في إسبانيا، وبحلول نهاية نفس العقد، بدأت مشاركتها في التجمعات. في عام 1971، تم تشكيل قسم المركبات الخاصة بهدف تعزيز مشاركة العلامة التجارية في بطولات الرالي، مما أدى إلى تحقيق 11 لقبًا بين عامي 1979 و 1983. في عام 1985 تم تأسيس سيات سبورت كقسم منفصل للسيارات الرياضية. في عام 1986، عززت سيات من وجودها في عالم رياضة المحركات الآلية، ويرجع ذلك أساسًا إلى خطة فولكس فاجن لتركيز علامة سيات التجارية على أنها سيارة رياضية لتجذب بشكل خاص جيل السائقين الشباب. كانت نتائج هذا الجهد هي ألقاب سيات المرموقة في بطولات الاتحاد الدولي للسيارات، وثلاث انتصارات مع سيات إيبيزا كيت كار في بطولة العالم للرالي (1996، 1997، 1998)، ومرتين مع سيات ليون في بطولة العالم للسيارات السياحية (2008 2009).
عند افتتاح بطولة العالم لسيارات السياحة لعام 2009، احتلت سيات المركز الأول والثاني والثالث والرابع في كلا السباقين في البرازيل. في الاجتماع الثاني لبطولة العالم لسيارات السياحة (في المكسيك)، احتل فريق سيات المركز الأول، والرابع، السادس، السابع والحادي عشر في السباق الأول، أما في السباق الثاني فقد احتل فريق سيات المركز الأول، الثالث، السابع والثامن.

### السيارات السياحية
في عام 2003، تم تقديم قسم سيات سبورت في معرض برشلونة للسيارات أولاً لسيارات مبتكرة (التصميم الأولي للسيارات) ثم للإصدار الأخير من سيارة السباق سيات كوبرا جي تي، والتي تم إنتاجها في سلسلة محدودة بناءً على طلب العملاء والموجهة إلى الأفراد ذوي الخبرة وفرق السباق الراغبة في المشاركة في المنافسة.
إختارت بعض فرق السباق مثل فريق هندسة سان ريد كوبرا جي تي كسيارة لسباق جي تي، حيث ظهرت لأول مرة في عام 2004 في بطولة جي تي الإسبانية، وشاركت في العديد من حلبات السيارات السياحية ليس فقط في إسبانيا ولكن أيضًا في المسارات في الخارج مثل حلبة مونزا وحلبة نيفير مانيي كور.

### فورمولا
في عام 1970، أنشأت سيات سلسلة «فورمولا ناسيونال» في إسبانيا، بعد عام واحد أصبحت تُعرف باسم فورمولا 1430. تم تجهيز سيارات فورمولا ذات المقعد الواحد، والتي شارك بها سائقون إسبان شباب، بدعم من سيات بمحركات لموديل 1430 و 6700 علبة تروس. أقيم السباق الأول من سلسلة «فورمولا ناسيونال» على حلبة جاراما في مدريد.

## التسمية
يفرض تقليد شركة سيات، كشركة تابعة لمجموعة فولكس فاجن، أن تكون تسمية مجموعتها مستوحاة من الثقافة الإسبانية. لهذا، تم تسمية عدد كبير من نماذج سيات على أسماء مناطق في إسبانيا (مثل أروسا، إيبيزا، قرطبة، ليون، توليدو، ألتيا، الحمراء، مالقة، ماربيا، روندا، إلخ). ومع ذلك، كانت هناك عدة استثناءات: على سبيل المثال، اسم سيات إكسيو - الذي تمت إضافته إلى نطاق العلامة التجارية في عام 2008 - والمستوحى من الكلمة اللاتينية exire التي تعني «تجاوز».
كان للرقصات الإسبانية الشهيرة تأثير واضح على اختيار أسماء بعض سيارات شركة سيات (مثل التانغو، بوليرو، السالسا)، إضافة إلى الاختصارات المتعلقة بنماذج الإنتاج الحالية (مثل أي بي زد لإيبيزا، أي بي إي لإيبيزا بيزا الكتريك إلخ)، أو أسماء تذكرنا بالجذور الرياضية التاريخية لسيات (مثل فورمولا وكوبرا جي تي).
علاوة على ذلك، في السنوات الأخيرة، تمت إضافة إصدارات خاصة من النطاقات المحددة لنماذج الإنتاج، مثل إس سي (لإصدار سبورت كوبيه) أو إس تي (لسبورت تور) التي تميز الإصدارات ثلاثية الأبواب والإصدارات من الإصدار القياسي الأربعة وخمسة أبواب، بينما تم استخدام كوبرا (لإصدار كوب رايسينغ) وإف أر (لفورمولا رايسينغ) ، مما يشير إلى مكانة سيات كعلامة تجارية موجهة نحو الرياضة والسباقات.
يمكن العثور على المراجع التاريخية كاسم بوكانيجرا الأيقوني، والذي يعني «الفم الأسود» باللغة الإسبانية، والذي يصاحب نموذج إيبيزا وسيات 1200 سبورت بسبب الواجهة المطلية باللون الأسود في مقدمة سيات بوكانيجرا الأصلية.

## النطاقات الفرعية

### مجموعة إكوموتيف
يحتوي كل طراز في مجموعة سيات تقريبًا على نسخة مشتقة «إيكوموتيف»، والتي بالمقارنة مع الإصدار القياسي لديها ضوابط أكثر صداقة للبيئة. الوزن المنخفض، الإطارات منخفضة المقاومة، الديناميك الهوائية الجديدة، التعديلات في نظام التعليق،  بالإضافة إلى التغييرات التي تم إجراؤها على برنامج الإدارة الإلكترونية للمحرك مع استعمال إضافي لمرشح جزيئات الديزل لا يحتاج إلى صيانة، بالإضافة إلى التحديثات في علبة التروس ونسب التروس مع مؤشر تبديل التروس في لوحة القيادة التي تذكرك عندما يحين الوقت المناسب لتغيير التروس، جنبًا إلى جنب مع نظام تشغيل / إيقاف المحرك ونظام استرداد الطاقة '' هي بعض التعديلات المعتمدة في هذه المجموعة من أجل تقليل استهلاك الوقود والانبعاثات. والنتيجة هي مجموعة من أنظف الموديلات التي تتميز بالتقليل من انبعاثات الغازات والجسيمات والاقتصاد في استهلاك الوقود، دون المساومة الكبيرة على الأداء الديناميكي أو التطبيق العملي للسيارة؛ على سبيل المثال، نسبة انبعاثات ثنائي أكسيد الكربون لسيارة سيات إيبيزا «إيكوموتيف» تصل إلى 98 غم / كم ورغم ذلك تعتبر أسرع ب 0 إلى 100 كم / ساعة من الإصدار القياسي، في حين أن سيات ليون «إيكوموتيف» تعتبر من بين أقل السيارات إنبعاثا في فئتها أيضًا (99 غم / كم). اشتهرت مجموعة إيكوموتيف في العديد من المناسبات. في عام 2008، تم إعلان إيبيزا إيكوموتيف على رأس قائمة نادي المرور لألمانيا لعام 2008/2009 في فئة «السيارة المفيدة بيئيًا» وفي الجولة البيئية العاشرة، لم تفز السيارة فقط بفئة الديزل الصغيرة ولكنها حققت أيضًا فوزها الشامل في جميع الفئات. في تلك السنة، مُنحت سيات إيبيزا إيكوموتيف أيضًا بجائزة «إيكوبست 2008» من قبل منظمة أوتوبست، ووصفتها صحيفة بيلد آم سونتاغ الألمانية بأنها «السيارة الأكثر اقتصادية في فئتها في العالم». كان عام 2009 هو العام الذي تم فيه ترشيح سيات إيبيزا إيكوموتيف مرة أخرى لجائزة عجلة القيادة الخضراء في سويسرا، وحققت مرتين متتاليتين رقما قياسيا عالميا جديدا في توفير الوقود بخزان واحد: الأولى عندما قاد النمساوي غيرهارد بلاتنر من مارتوريل (إسبانيا) إلى غوتنغن (ألمانيا) بمتوسط استهلاك وقود يبلغ 2.9 لتر / 100 كم والمرة الثانية في طريقه من سيسزين (بولندا) إلى فرانكفورت (ألمانيا) بعد أن حققت الرقم القياسي العالمي في استهلاك الوقود البالغ 2.34 لتر / 100 كم (أو 100 ميلا في الغالون في الولايات المتحدة) تحتاج مسافة 1910 كم خزانًا واحدًا.

### المجموعة متعددة الوقود
تتميز المجموعة متعددة الوقود بتقنية الإيثانول الحيوي للمركبة ذات الوقود المرن في طراز سيات - مثل سيات ليون متعددة الوقود،  سيات ألتيا متعددة الوقود  وسيات ألتيا متعددة الوقود إكس إل  مع استعمال محرك 1.6 إم بي إي متعدد الوقود إي85.0 القادر على إنتاج نفس القوة الحصانية (102 حصان) تمامًا مثل إصدار البنزين النقي.

## أرقام المبيعات والإنتاج
منذ بداياتها في عام 1953، تم إنتاج أكثر من 16 مليون سيارة سيات وكان أنجح منتج في المجموعة هو سيات إيبيزا، وهو طراز باع أكثر من 4 ملايين وحدة في أجياله الأربعة حتى الوقت الحاضر.
في عام 2009، بلغ إجمالي مبيعات التجزئة السنوية لسيارات سيات 336683 سيارة،  بينما وصل الإنتاج السنوي للمركبات التي تحمل علامة سيات التجارية إلى 307502 وحدة (301.287 صنعت في مصنع سيات مارتوريل و 6215 في مصانع مجموعة فولكس فاجن الأخرى).

## السياسة البيئية

### تطوير التكنولوجيا الكهربائية والهجينة
منذ أوائل التسعينيات، طورت سيات وقدمت العديد من النماذج الأولية مع مجموعة نقل الحركة الكهربائية أو الهجينة الكاملة، بما في ذلك الطراز الكهربائي سيات توليدو (1992)، السيارة الكهربائية سيات إيبيزا (1993)، الشاحنة الكهربائية سيات إنكا (1995)، محرك سيات ليون المزدوج (2009) سيات آيب (2010) والسيارات الهجينة أي بي إكس (2011).

### مشروع «سيات الصول»
يهدف مشروع «سيات صول» إلى استخدام الطاقة الشمسية من خلال نظام الألواح الكهروضوئية التي تولد الكهرباء في مصنع سيات في مارتوريل. تم تنفيذ المشروع بالتعاون مع شركة جي أي صولار منذ بدايات عام 2010، ويغطي المصنع مساحة تبلغ 320.000 متر مربع مع نظام يزيد عن 10 ميجاوات من الألواح الكهروضوئية. من المتوقع أن ينتج هذا التركيب أكثر من 13 مليون كيلووات ساعة من الكهرباء سنويًا، بهدف تقليل انبعاثات غازات الاحتباس الحراري بأكثر من 6200 طن من ثاني أكسيد الكربون في السنة.

### مشروع المركز الأخضر
مبادرة المركز الأخضر هي مشروع بحثي مدعوم من الاتحاد الاستراتيجي الوطني للبحوث التقنية ووزارة العلوم والابتكار الإسبانية، حيث تلعب فيه سيات دورًا رئيسيًا. يهدف هذا البرنامج إلى تطوير التقنيات، المكونات والبنية التحتية للسيارات الهجينة التي تعمل بالكهرباء في إسبانيا، ويجمع هذا البرنامج بين 16 شركة تقنية و 16 جامعة ومؤسسة بحثية تحت تنسيق مركز التكنولوجيا في مانريسا  وبدعم من مركز التطوير التكنولوجي الصناعي، وهي منظمة تابعة لوزارة العلوم والابتكار.
في يناير 2010، عقدت جمعية المركز الأخضر اجتماعها الافتتاحي في مركز سيات التقني في مارتوريل.
كجزء من مساهمتها، تشارك سيات بمشروعها المسبق «فيردي»، بما في ذلك التكنولوجيا المطبقة في محرك سيات ليون التوأم الهجين  بالإضافة إلى السيارة الكهربائية المبتكرة سيات آيب التي لا تصدر أي انبعاثات والتي تم تقديمها في معرض محركات جنيف 2010 .

### مشروع سيات أوتو مترو
يتمثل مشروع «سيات أوتو مترو» في الربط بين ميناء برشلونة ومجمع مارتوريل التابع لشركة سيات بالسكك الحديدية، بهدف نقل المركبات والسلع. أوتو مترو هي شركة سكك حديدية مشتركة لعدة مساهمين مثل شركة السكك الحديدية لحكومة كاتالونيا، شركة كومسا للنقل بالسكك الحديدية وشركة بيكوفاسا. تأسست الشركة في نوفمبر 2005 بعد ما يقارب خمسة أشهر من توقيع اتفاقية مبدئية بين الحكومة الكاتالونية، هيئة ميناء برشلونة وسيات. نتيجة لهذا المشروع، كان لابد من إنشاء فرع يربط مصنع مارتوريل بخط السكك الحديدية الرئيسي لشركة «لوبريغات أنويا»، بالإضافة إلى إجراء المزيد من التعديلات على شبكة النقل والبنية التحتية المضيفة لميناء برشلونة. وصلت ميزانية المشروع إلى 6.8 مليون يورو، بينما تحملت سيات من جانبها تكاليف النقل التشغيلي.
لقد ساعد استخدام هذه السكك الحديدية بدلاً من النقل البري منذ 18 يناير 2008، في زيادة الفعالية وسلامة التنقلات إضافة إلى تخفيض التكلفة والحد من ازدحام الطرق وانبعاث الغازات المسببة للاحتباس الحراري.
تم منح كل جوائز مشروع «أوتو مترو» في معرض النقل والإمداد الدولي لعام 2007 إلى سيات باعتبارها اللودر المتميز لعام 2008 من قبل جمعية اللودر في ميناء برشلونة.

## الرعاية
كانت سيات راعياً للعديد من الأحداث الرياضية، الموسيقية والثقافية الكبرى :
- كأس العالم لكرة القدم (1982).
- فريق سيات أوربيا للدراجات (1986).
- أولمبياد برشلونة 1992.[116][117]
- "جولة سيات الجميلة للفرقة الإسبانية[118] لا أوريخا دي فان غوغ (2006).
- المحطة الأوروبية من «جولة التثبيت الشفوي» لشاكيرا (2007).
- الدوري الأوروبي (2009-2012).[119]
- كأس ملك إسبانيا (2010).
- صخرة في ريو مدريد (2010).[120]
- ذا بلاك آيد بيز في برشلونة (2010).
- بطولة ريد بُل العالمية للسباق الجوي.[189]
- بطولة فالنسيا المفتوحة (2010).
- نهائي كأس ديفيز العالمي للمجموعة.[121]
- المحطة الأوروبية من جولة «سلا الصول» لشاكيرا (2010-2011).
- شامروك روفرز، نادي كرة القدم الأيرلندي (2012).[122]
- رعاية فرق كرة القدم التالية (من 2012 إلى الوقت الحاضر): إشبيلية، ريال بيتيس، أتلتيك بيلباو، فالنسيا، ريال سرقسطة، فياريال وآينتراخت براونشفايغ.
- بريمافيرا ساوند (2017).[123]
- لولابالوزا باريس وبرلين (2018).[124]
- مؤتمر الامتثال الدولي الرابع (2019).[125]
- سونار (2019).[126]
- كأس الملكة لكرة القدم (2019).
- الراعي والسيارة الرسمية لفريق كرة القدم الإسباني للسيدات.
- الراعي الرسمي للنسخة الثالثة والعشرين من منصة الموضة العالمية 080 برشلونة (2019).

كانت الشركة واحدة من الرعاة الرئيسيين للمنتخب الوطني التونسي لكرة السلة في بطولة أمم أفريقيا لكرة السلة لسنة 2015 حيث تم عرض شعار الشركة على السراويل القصيرة للفريق.
بالإضافة إلى ذلك، تعتبر سيات داعم قوي للفنانين، مثل شاكيرا،  أرمين فان بيورن،  ديفيد غيتا  وشخصيات خيالية مثل لارا كروفت.

## الجوائز
تم تكريم علامة سيات بالعديد من الجوائز على مر السنين:
حصل مصنع لانتابين، التابع لشركة سيات على جائزة الجودة العالمية (كيو-86) في عام 1986.
حصل مصنع مارتوريل، التابع لشركة سيات، في عام 1998 على جائزة «أفضل مصنع لمجموعة فولكس فاجن في الربع الأول».
حصل مصنع برشلونة «جيربوكس ديل برات»، التابع لشركة سيات، في عام 2009 على جائزة فولكس فاجن للتميز في عملية التصنيع العالية الجودة.
حازت علامة سيات التجارية نفسها في عام 2009 على لقب «العلامة التجارية الأكثر تطوراً للسيارات المستعملة خلال العقد» في جوائز السيارات المستعملة للعقد.
«جائزة ابتكار 2006» للابتكارات التكنولوجية التي تم تطويرها في مركز سيات التقني في مارتوريل، من نادي السيارات الألماني.
في معرض برشلونة الدولي للسيارات لعام 2007، حصلت سيات على جائزتين لأفضل الابتكارات التكنولوجية في قطاع السيارات، لاستخدام وحدات الإضاءة الثبلية في المصابيح الأمامية ومشروع بيئة العمل التطبيقية.
''أفضل مشروع في استخدام التوقيع الإلكتروني في القطاع الخاص في عام 2008 '' لنظام الفواتير الإلكترونية لشركة سيات، من قبل وكالة الشهادات الكاتالونية.
جائزة «أفضل مبادرة لوجستية 2007» لمشروع سيات أوتوميترو من صالون الخدمات اللوجستية الدولية.
«جائزة اللودر المتميز في ميناء برشلونة لعام 2008»، من قبل جمعية رافعي ميناء برشلونة.

## موديلات سيات

### موديلات سابقة
- سيات 600 من 1957 إلى 1973.
- سيات 850 عام 1972.
- سيات 1200 سبورت من 1975 إلى 1980.
- سيات 1400 من 1953 إلى 1955.
- سيات 1430 من 1969 إلى 1972.
- سيات 1500 من 1963 إلى 1970.
- سيات 124 من 1966 إلى 1974.
- سيات 127 من 1971 إلى 1983.
- سيات 128 (2 باب).
- سيات 131 من 1974 إلى 1984.
- سيات 132 من 1973 إلى 1982.
- سيات 133 من 1974 إلى 1979.
- سيات فيورا من 1981 إلى 1986.
- سيات باندا (إنتاج شركة فيات من 1983 إلى 1986) - (سيات الإسبانية كليا من 1986 إلى 1998).
- سيات ريتمو (إنتاج فيات) من 1978 إلى 1988).
- سيات روندا من 1982 إلى 1986.
- سيات ماربيللا من (1980 إلى 1986) ومن (1986 إلى 1998).
- سيات إنكا من 1995 إلى 2003.
- سيات مالاجا من 1985 إلى 1992.
- سيات آروزا من 1997 إلى 2005.

### موديلات حالية
- سيات إبيزا من 1985 حتى الآن.
- سيات قرطبة من 1993 إلى 2008.
- سيات ليون من 1999 حتى الآن.
- سيات توليدو من 1991 حتى الآن.
- سيات ألتيا من 2004 حتى الآن.
- سيات Alhambra من 1996 حتى الآن.

### موديلات مستقبلية
- سيات إكسيو.[5]

## وصلات خارجية
- الموقع الرسمي